# Zeitschrift für katholische Theologie
Die Zeitschrift für katholische Theologie wurde im Jahr 1877 von Professoren der Katholisch-theologischen Fakultät der Universität Innsbruck gegründet. Seit dieser Zeit wurde sie von Wissenschaftlern, die der Gesellschaft Jesu angehören, als Publikationsorgan für Forschungsbeiträge und Rezensionen aus den Bereichen der Theologie und der Philosophie herausgegeben. Sie erschien bis 2020, und zwar als Vierteljahresschrift im Echter Verlag.

## Geschichte
Die Zeitschrift für katholische Theologie zählte zu den ältesten wissenschaftlich-theologischen Zeitschriften der Welt. Sie war in mehr als 45 Ländern aller Kontinente verbreitet.
Das Anliegen der Zeitschrift für katholische Theologie war es, über laufende theologische Diskussionen zu berichten und diese in ökumenischer Offenheit anzuregen. Sie war dem Geist des Zweiten Vatikanischen Konzils in besonderer Weise verpflichtet, da sie dessen Debatten in zahlreichen Beiträgen vorbereitet und geprägt hat.
Renommierte Theologen wie der Lutherforscher Hartmann Grisar, der Liturgiewissenschaftler Josef Andreas Jungmann, die Brüder Hugo und Karl Rahner sowie die Liturgiewissenschaftler Hans Bernhard Meyer und Rudolf Pacik prägten als Schriftleiter das Programm der Zeitschrift. Der letzte Schriftleiter war Georg Gasser.
Die ZKTh wurde 2020 eingestellt. Seit 2021 wird sie zusammen mit der Zeitschrift Theologie und Philosophie im Format eines Online-Fachjournal unter dem Titel Zeitschrift für Theologie und Philosophie weitergeführt.